# Marpiré
Marpiré is een gemeente in het Franse departement Ille-et-Vilaine (regio Bretagne). De plaats maakt deel uit van het arrondissement Fougères-Vitré. Marpiré telde op 1 januari 2022 1.013 inwoners.

## Geografie
De oppervlakte van Marpiré bedroeg op 1 januari 2022 10,62 vierkante kilometer; de bevolkingsdichtheid was toen 95,4 inwoners per km².

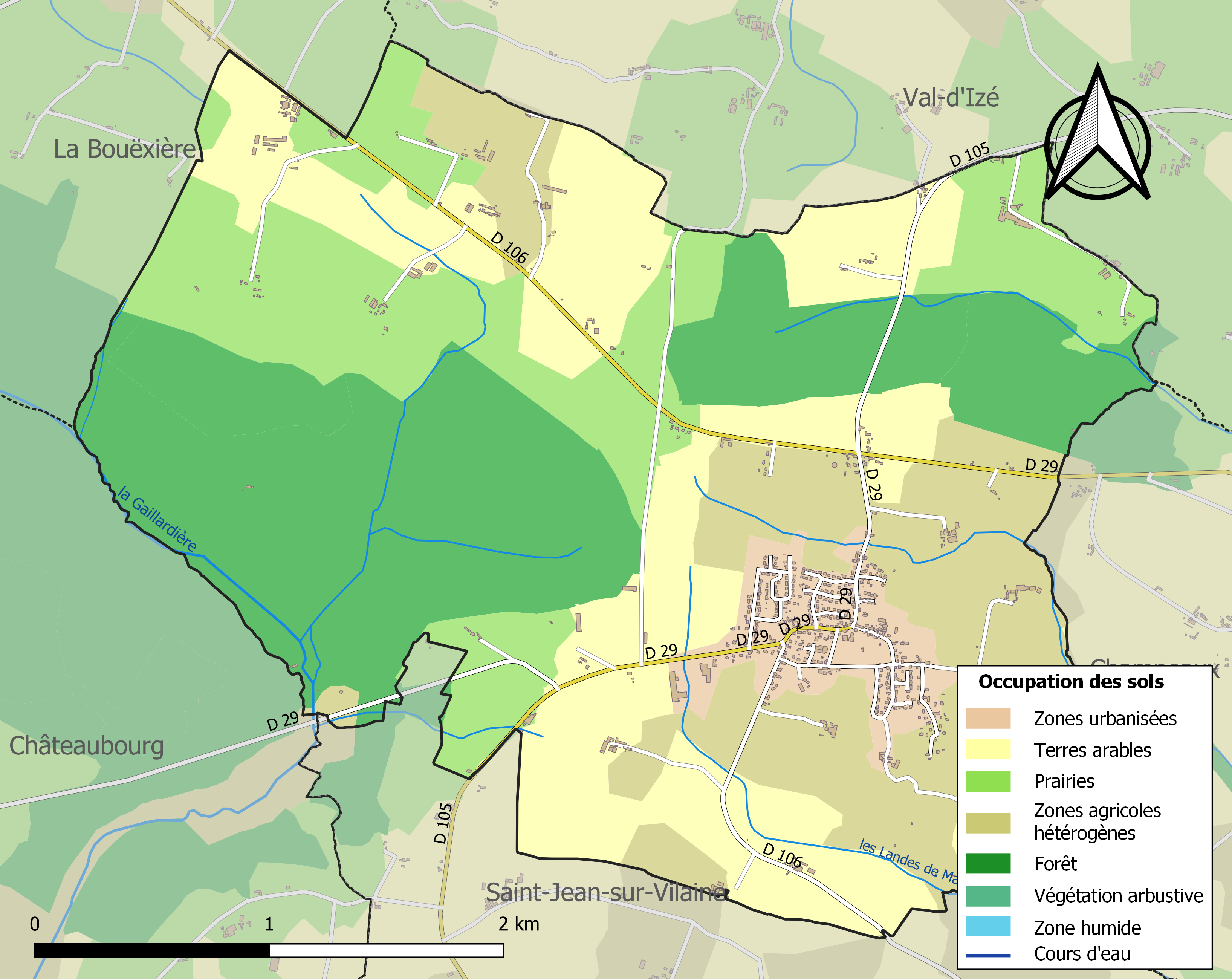
Kaart van de gemeente met belangrijkste infrastructuur, bodemgebruik en omliggende gemeenten

## Demografie
Onderstaande figuur toont het verloop van het inwonertal (bron: INSEE-tellingen).